# صفيحة نظرية
الصفيحة النظرية أو المرحلة المتزنة أو مرحلة التوازن هي مرحلة في عملية فصل سائل من سائل، وهو طبق تقطير يكون فيه السائل وبخاره في حالة توازن ترموديناميكي. وتعتمد عملية الفصل على إجراء عدد من تلك المراحل بالتتالي بين السائل وبخاره لإنجاز الفصل. وتتابع مراحل التوازن يزيد من كفاءة الفصل، مهما كان نوعه، إما التقطير وإما الامتصاص، وإما الادمصاص، أو غيره من عمليات الفصل.

## أعمدة التقطير
توجد عدة نقاشات تتناول الطوابق النظرية في عملية التقطير.
ويعتبر كل سطح يسمح بتواجد اتصال جيد بين السائل وبخاره يمثل طبق أو مرحلة في عمليات الفصل التي تستسخدمها الصناعة مثل برج التقطير أو في الأجهزة الزجاجية الصغيرة المستعملة في المعمل الكيميائي. وحيث أن الطبق العملى لا يصل كفاءته إلى الطبق النظري التي تمثل كفاءته 100% ، لذلك يكون عدد طوابق التوازن الازمة عمليا أكبر مما نقوم بحسابه نظريا.
والعلاقة بين عدد الطوابق العملية والنظرية كالآتي:
{\displaystyle N_{a}={\frac {N_{t}}{E}}}
| where:                |                         |
| {\displaystyle N_{a}} | = عدد الطوابق عمليا     |
| {\displaystyle N_{t}} | = عدد الطوابق نظريا     |
| {\displaystyle E}     | = كفاءة الطبق أو الطابق |

## برج التقطير
تتكون أبراج التقطير المستخدمة في الصناعة من عدة طوابق يحدث فيها توازن بين السائل وبخاره . ومثال آخر لجهاز يحدث توازن بين السائل وبخاره في المختبرات هو عامود فيجرو للتقطير.

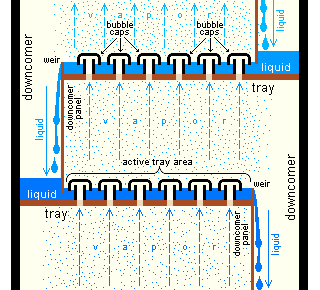
طاسات تغطي الفتحات في الطوابق المستعملة في أبراج التقطير.

وتتشكل طوابق التقطير المستعملة في الصناعة من أطباق من الحديد دائرية وتكون مثبتة داخل برج التقطير على أبعاد بين 60 - 75 سنتيمتر رأسيا بطول البرج . وقد اختير ذلك الارتفاع بين الطوابق لتسهيل عمليات التركيب وعمليات الصيانة .
وأبسط نوع من الأطباق هو الطبق المخرم (ذو ثقوب) ، ويحدث التلامس بين السائل والبخار عندما يتصاعد البخار من أسفل إلى أعلى عبر الثقوب أو الفتحات فيتخلل السائل الموجود في الطوابق الأعلى منه . وفي الصناعة تُغطي الفتحات بطاسات معدنية، مما يعمل على زيادة التداخل بين السائل وبخاره ( كما يبين الشكل).

## اقرأ أيضا
- تقطير جزئي
- تقطير النفط
- تقطير إتلافي
- تقطير جاف
- تقطير بالبخار